# Honeywell ALF 502
El Honeywell ALF 502/LF 507 es un motor turbofán producido por Lycoming, AlliedSignal y la entonces Honeywell Aerospace. El ALF 502 fue certificado en 1980, y utilizado en el BAe 146 y el Bombardier Challenger 600. El mejorado y de mayor empuje LF 507 fue utilizado en el Avro RJ, actualización del BAe 146. Un desarrollo temprano fue el YF102, utilizado en el prototipo de avión Northrop YA-9.

## Aplicaciones
YF102
- Northrop YA-9
- C-8A Quiet Short-Haul Research Aircraft (QSRA)

ALF 502
- BAe 146
- Bombardier Challenger 600.

LF 507
- Avro RJ

## Especificaciones (ALF 502)
- Tipo: Motor turbofán (Radio de conducción 5,7)
- Longitud: 1.615 mm
- Diámetro fan: 1.022 mm
- Peso: 606 kg
- Compresor: axial y centrífugo
- Empuje: 3.165 kgf (31,13 kN)
- Consumo: 0,406 kg/(kgf·h)

## Especificaciones (LF 507)
- Tipo: Motor turbofán (Radio de conducción 5,3)
- Longitud: 1.664 mm
- Diámetro fan: 1.022 mm
- Peso: 628 kg
- Compresor: axial y centrífugo
- Empuje: 3.180 kgf (31,14 kN)
- Consumo: 0,406 kg/(kgf·h)